# Chiharu Igaya
Chiharu Igaya, detto Chick (猪谷 千春?, Igaya Chiharu; Tomari, 20 maggio 1931), è un ex sciatore alpino, dirigente sportivo e dirigente d'azienda giapponese, primo atleta ad aver vinto una medaglia per il Giappone ai Giochi olimpici invernali.

## Biografia
Figlio di uno scrittore, che si trasferì successivamente con la famiglia a Tokyo, mise per la prima volta gli sci a tre anni.

### Carriera sciistica
Mentre studiava negli Stati Uniti, presso il Dartmouth College di Hanover (New Hampshire), ebbe la possibilità di affinare il suo talento sciistico e di essere allenato da Walter Prager; sciatore polivalente, eccelleva nello slalom speciale.

#### Stagioni 1952-1955

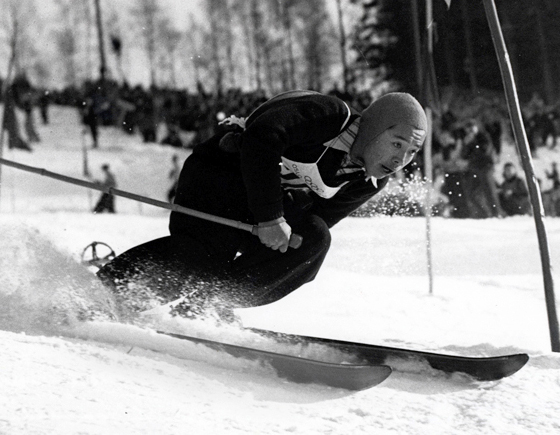
Chiharu Igaya in gara nel 1952

Debuttò in campo internazionale in occasione del trofeo Western Pokal 1952 (Lech, 5-6 gennaio), dove si classificò 15º nella discesa libera, 13º nello slalom speciale e 15º nella combinata, e ai successivi VI Giochi olimpici invernali di Oslo 1952 (14-20 febbraio), suo esordio olimpico e iridato, si piazzò 24º nella discesa libera, 20º nello slalom gigante e 11º nello slalom speciale.
Nel 1953 fu 3º nello slalom speciale della Roch Cup (Aspen, 13-15 marzo) e nel 1955 si classificò 2º nello slalom gigante, 2º nello slalom speciale e 3º nella combinata degli International American Championships (Stowe, 18-20 marzo).

#### Stagioni 1956-1960

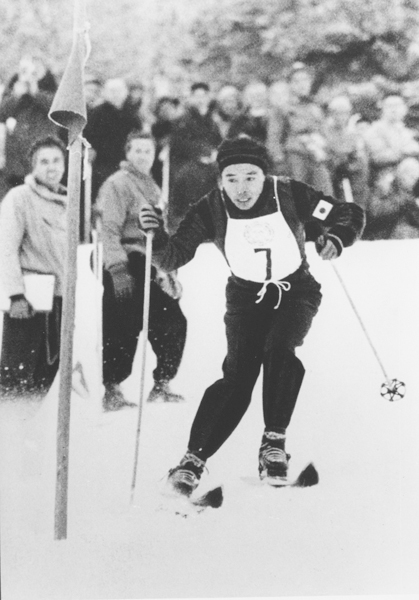
Chiharu Igaya in gara nello slalom speciale dei VII Giochi olimpici invernali di, dove vinse la medaglia d'argento olimpica e iridata

Nel 1956 vinse lo slalom speciale dell'Internationalen Adelbodner Skitage di Adelboden (2-3 gennaio) e ai successivi VII Giochi olimpici invernali di Cortina d'Ampezzo 1956 (26 gennaio-5 febbraio) conquistò la medaglia d'argento nello slalom speciale (valida anche ai fini dei Mondiali 1956) alle spalle del fuoriclasse austriaco Toni Sailer, prima medaglia per il Giappone ai Giochi olimpici invernali; si classificò inoltre 11º nello slalom gigante e non concluse la discesa libera.
Ai Mondiali di Badgastein 1958 (2-9 febbraio) si aggiudicò la medaglia di bronzo nello slalom speciale e si piazzò 15º nella discesa libera, 6º nello slalom gigante e 4º nella combinata; agli VIII Giochi olimpici invernali di Squaw Valley 1960 (19-27 febbraio), suo congedo agonistico, si classificò 34º nella discesa libera, 23º nello slalom gigante, 12º nello slalom speciale e 10º nella combinata, disputata in sede olimpica ma valida solo ai fini dei Mondiali 1960.

### Carriera dirigenziale
Ritiratosi, terminò gli studi con il massimo dei voti al Dartmouth College e successivamente entrò nel consiglio di amministrazione della società di assicurazioni AIU, divenendo presidente della filiale giapponese del gruppo.
In abito sportivo fece parte del comitato per lo sci alpino e di quello della Coppa del Mondo della Federazione internazionale sci, fu vicepresidente dell'International Triathlon Union, membro della Federazione sciistica del Giappone e consigliere speciale per gli affari sportivi del ministero dell'Educazione e del ministero degli Esteri del Giappone. In seno al Comitato Olimpico Internazionale, del quale fu membro dal 1982 al 2012, fu membro del comitato esecutivo dal 1987 al 2000 e vicepresidente dal 2005 al 2010; dal 2012 è membro onorario.
Durante la cerimonia inaugurale dei XVIII Giochi olimpici invernali di Nagano 1998 fu tra i portatori della bandiera olimpica.

## Palmarès

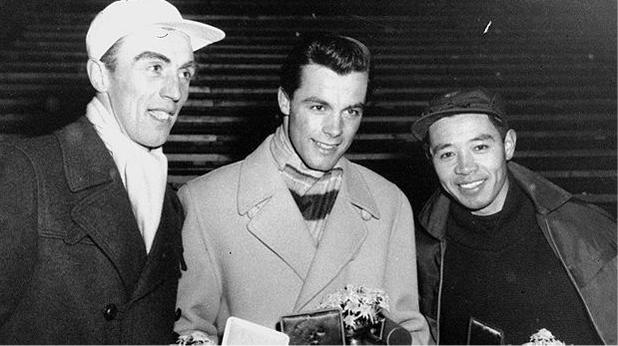
Chiharu Igaya (argento, a destra) accanto agli altri medagliati nello slalom speciale a : Toni Sailer (oro, al centro) e Stig Sollander (bronzo, a sinistra)

### Olimpiadi
- 1 medaglia, valida anche ai fini dei Mondiali:
  - 1 argento (slalom speciale a Cortina d'Ampezzo 1956)

### Mondiali
- 1 medaglia, oltre a quella conquistata in sede olimpica:
  - 1 bronzo (slalom speciale a Badgastein 1958)

### Classiche
Internationalen Adelbodner Skitage
- 1 vittoria (slalom speciale ad Adelboden 1956)

### Campionati statunitensi
- 3 podi (dati parziali):
  - 1 vittoria (slalom gigante nel 1960[9])
  - 1 secondo posto (slalom speciale nel 1960[9])
  - 1 terzo posto (slalom speciale nel 1953[4])